# Station Gutowo Wielkopolskie
Station Gutowo Wielkie is een spoorwegstation in de Poolse plaats Gutowo Wielkie.